# Automatica
Automatica is een internationaal, aan collegiale toetsing onderworpen wetenschappelijk tijdschrift op het gebied van de regeltechniek (control systems). Met een impactfactor van 2,8 in 2011 is het een van de best geciteerde tijdschriften op dit gebied. Het wordt uitgegeven door Elsevier namens de International Federation of Automatic Control en verschijnt maandelijks.